# Şiləvəngə (Cəlilabad)
Şiləvəngə è un comune dell'Azerbaigian situato nel distretto di Cəlilabad. Conta una popolazione di 1 068 abitanti.